# Auray Comunitat
L'Auray Comunitat (en bretó An Alre Kumuniezh) és una estructura intercomunal francesa, situada al departament d'Ar Mor-Bihan a la regió Bretanya, al País d'Auray. Té una extensió de 305,65 kilòmetres quadrats i una població de 43.981 habitants (2006).

## Composició
Agrupa 10 comunes :
1. Brech
2. Auray
3. Camors
4. Landaul
5. Landévant
6. Ploemel
7. Plumergat
8. Pluneret
9. Pluvigner
10. Sainte-Anne-d'Auray